# Kultura rowerowa

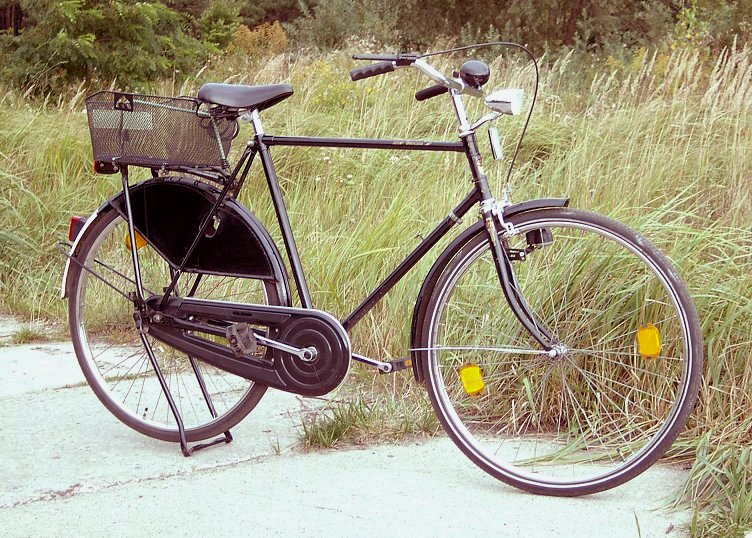
Rower miejski popularny w wielu krajach o rozwiniętym transporcie rowerowym

Kultura rowerowa ma dwa znaczenia: odnosi się do (1) państwowej polityki wspierania i promowania transportu rowerowego lub do (2) subkultury rowerowej i związanych z nią trendów w krajach, w których rower nie jest popularnym środkiem transportu.

## Transport rowerowy
Typ kultury rowerowej w pierwszym rozumieniu występuje w miastach i państwach o rozwiniętym transporcie rowerowym. Korzystanie z roweru jako środka transportu (zw. w j. ang. utility cycling) stanowi tam część tożsamości kulturowej. Do krajów o rozwiniętej kulturze rowerowej należą: Dania, Holandia, Niemcy, Chiny, Bangladesz i Japonia. Kultura rowerowa jest najbardziej rozpowszechniona na terenach miejskich, 37% i 40% osób mieszkających odpowiednio w Kopenhadze i Amsterdamie codziennie jeździ na rowerze. W Europie sprowadza się ona do zachęcania obywateli do korzystania z rowerów w celu załatwiania spraw, dojeżdżania do pracy/szkoły i odwożenia dzieci do szkoły/przedszkola.
Miasta o rozwiniętej kulturze rowerowej mają dobrze rozbudowaną infrastrukturę rowerową, m.in. wydzielone drogi rowerowe, liczne stojaki i parkingi rowerowe w różnych częściach miasta. W Europie 45 milionów ludzi używa roweru jako głównego środka transportu.

## Subkultura
W krajach, w których rozwój infrastruktury drogowa tradycyjnie ogranicza się do samochodów, coraz więcej osób tworzy z przyczyn etycznych lub emocjonalnych subkulturę rowerową. Uznaje się ją za ruch społeczny popularyzujący i wspierający korzystanie z rowerów w transporcie publicznym. Na kulturę rowerową składają się czasopisma, moda, strony internetowe, sztuka, muzyka i wydarzenia organizowane przez aktywnych rowerzystów. Mają ona na celu zachęcić początkujących cyklistów, zgromadzić liczne grupy oddanych (np. Masa Krytyczna) i wyrazić entuzjazm dla korzyści wynikających z wyboru „życia z rowerem”. Jazda na rowerze nie tylko w celach rekreacyjnych przyczynia się do zmniejszenia zanieczyszczenia powietrza, natężenia w ruchu drogowym, hałasu, oszczędności na remontach dróg czy leczeniu chorób cywilizacyjnych oraz tworzenia lokalnych społeczności.
Zachęceniu do transportu rowerowego służą:
- praktyczne udogodnienia wprowadzane przez władze lokalne, np. ścieżki i parkingi rowerowe, dostęp do komunikacji publicznej.
- produkty poprawiające komfortu jazdy, np. wytrzymałe opony, lepsze zabezpieczenia (w celu uniknięcia kradzieży roweru)
- różnorodne formy kultury rowerowej przyczyniają się do popularyzowania rowerów i promowania alternatywnego, ekologicznego, zdrowszego stylu życia.

Na kulturę rowerowa składają się:
- muzyka rowerowa
- filmy rowerowe
- grupowe przejazdy, z założenia niewyczynowe, np. Masa Krytyczna, Midnight Ridazz w Los Angeles.
- rowery artystyczne, niepraktyczne dla celów komunikacyjnych np. wysokie rowery, niezwykłe wieloosobowe rowery, napędzane siłą mięśni platformy.
- blogi, faniny, czasopisma, naklejki, kartki, które umieszcza się między szprychami. Popularnymi w kulturze rowerowej książkami są „Around the World on a Bicycle” Thomasa Stevensa, „Taming the Bicycle” Marka Twaina, „The Wheels of Chance” H.G. Wellsa
- slang, rap, poezja
- sztuka i rękodzieło (produkcji ręcznej lub masowej), np. „Bike Mural” Mony Caron.
- różne formy korzystania z rowerów, m.in. elektryczne rowery, jazda w pozycji leżącej.

### Promowanie

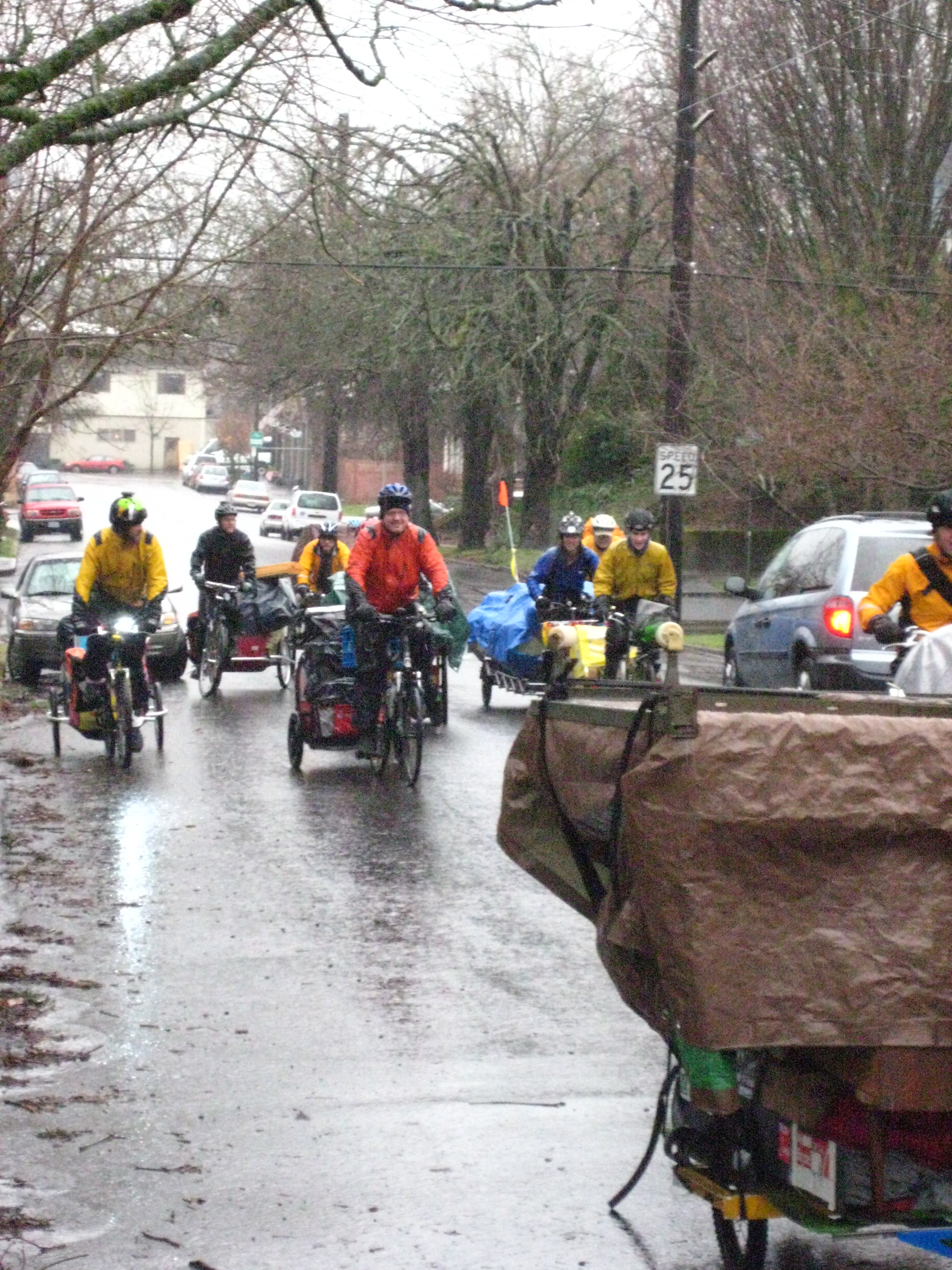
Rowerzyści w Portlandzie Oregon przenoszą dom na rowerze

Do subkultury rowerowej należą entuzjaści, jak również wyścigowcy, aktywiści transportu rowerowego, konstruktorzy, mechanicy i specjaliści rowerowi. Łączą ich zwykle poglądy pacyfistyczne, działalność prorównościowa, przynależność do grup kultury alternatywnej. Zajmują się promowaniem wypożyczalni rowerów lub naprawianiem i przekazywaniem rowerów dzieciom, bezdomnym biednym w innych krajach (w ramach akcji „Bikes Not Bombs” – „Rowery Nie Bomby”).
Czasopisma i organizacje rowerowe przyznają co roku nagrodę dla miast przyjaznych rowerom, np. w amerykańskich miastach Minneapolis, Boulder City, Filadelfia i Portland kultura rowerowa stanowi element miejskiej.
Midnight Ridazz to grupa rowerowych entuzjastów, którzy w co drugi piątek miesiąca w liczbie przekraczającej 1000 osób przejeżdżają ulicami Los Angeles, zachęcając innych do korzystania z rowerów. Podobne nocne wydarzenia odbywają się dwukrotnie w miesiącu w Portlandzie (Midnight Mystery), Victorii, Vancouver. Masy krytyczne zyskują na popularności w całych Stanach i Europie. O kulturze rowerowej jako elemencie zrównoważonego rozwoju metropolii piszą Beata Maciejewska i Dariusz Szwed w publikacji
„Zrównoważony rozwój Metropolii Silesia”.